# Diaenobunus armatus
Diaenobunus armatus is een hooiwagen uit de familie Triaenonychidae.